# Forever (film)
Forever är en svensk ungdomsfilm från 2023. Filmen är regisserad av Anders Hazelius, med manus skrivet av Jessika Jankert.
Filmen hade biopremiär i Sverige den 7 juli 2023, utgiven av SF Studios.

## Handling
Filmen kretsar kring de 14-åriga fotbollstjejerna Mila och Kia. De har varit bästa kompisar och lagkamrater så länge de kan minnas. När Lollo tar över tränarrollen förändras situationen för tjejerna. Lollo är en krävande tränare och Mila som drömmer om att bli fotbollsproffs ser äntligen sin chans att lyckas - men har Kia samma dröm?

## Rollista (i urval)
- Flutra Cela – Mila
- Judith Sigfridsson – Kia
- Agnes Lindström Bolmgren – Lollo (tränare)
- Joel Forslund - Leo
- Mustapha Aarab – Samir
- Eleftheria Gerofoka – Besa
- Michaela Iannelli

## Produktion
Filmen är producerad av Stefan H. Lindén och Erik Lundqvist på SF Studios, i samproduktion med Film i Väst och med stöd från Svenska Filminstitutet och Lindholmen Science Park. Gothia Cup är samarbetspartner. Filminspelningarna påbörjades i juni 2022 i Uddevalla.